# Carex trichodes
Carex trichodes är en halvgräsart som beskrevs av Ernst Gottlieb von Steudel. Carex trichodes ingår i släktet starrar, och familjen halvgräs. Inga underarter finns listade i Catalogue of Life.